# Wilhelm Buley
Friedrich Wilhelm Buley (* 6. März 1840 in Berlin; † 1903) war ein österreichischer Turnpädagoge. 

## Leben und Werk
Er war der Sohn des Bierschenkers Christian Friedrich Buley in Berlin. Nach dem Schulbesuch wurde er 1861/62 von Kluge zum Turnlehrer ausgebildet. 1865 verließ er das Königreich Preußen und ging nach Linz. Auf seine Anregung wurde 1869 der Verein österreichischer Turnlehrer gegründet. Bereits ein Jahr zuvor hatte Buley den Organisationsentwurf für die Einführung des Turnunterrichts an den Schulen Österreichs ausgearbeitet.
Daneben war Buley auch auf dem Gebiet des Feuerlöschwesens aktiv tätig.

## Schriften (Auswahl)
- Lehrpläne für das Turnen der Knaben und Mädchen. Wien 1878.
- Ausgeführte Lehrpläne für das Turnen der Knaben und Mädchen an Volks- und Bürgerschulen Oesterreichs. 1880.
- Eisenstabübungen für Turnvereine. Leipzig 1881.
- (mit Vogt): Handbuch für Vorturner. Wien 1885.
- Das Turnen in der Volks- und Bürgerschule sowie in den Unterclassen der Mittelschulen mit Berücksichtigung der Lehrpläne sämmtlicher Volksschulen. 1885.
- Wegweiser für das Gebiet der Geräteübungen. Wien 1887.